# Kjeld Nuis
Kjeld Nuis, né le 10 novembre 1989 à Leyde, est un patineur de vitesse néerlandais.

## Carrière
Champion olympique en patinage de vitesse sur 1 000 et 1 500 m lors des Jeux olympiques de Pyeongchang, Kjeld Nuis établit un nouveau record de vitesse fixé à 63 km/h le 29 mars 2018.
Il est le porte-drapeau de la délégation néerlandaise aux Jeux olympiques d'hiver de 2022 à Pékin.

## Palmarès

### Jeux olympiques d'hiver
| Épreuve / Édition   | 500 mètres | 1 000 mètres                   | 1 500 mètres                   | 5 000 mètres | 10 000 mètres | Mass start | Poursuite par équipes |
| JO 2018 Pyeongchang | —          | Médaille d'or, Jeux olympiques | Médaille d'or, Jeux olympiques | —            | —             | —          | —                     |
| JO 2022 Pékin       |            |                                | Médaille d'or, Jeux olympiques | —            | —             | —          | —                     |

Légende :
- : première place, médaille d'or
- : deuxième place, médaille d'argent
- : troisième place, médaille de bronze
- : pas d'épreuve
- — : Non disputée par le patineur
- DSQ : disqualifiée

### Championnats du monde simple distance
- Médaille d'argent sur 1 000 m en 2011 à Inzell
- Médaille d'argent sur 1 000 m en 2012 à Heerenveen

- Médaille d'argent en 2016 à Séoul
- Médaille d'argent en 2018 à Changchun
- Médaille de bronze en 2017 à Calgary
- Médaille de bronze en 2019 à Heerenveen

### Coupe du monde
- Vainqueur du classement du 1 000 m en 2013.
- 1 victoire